# Травица, Драган
Дра́ган Тра́вица (итал. Dragan Travica; 28 августа 1986, Загреб) — итальянский волейболист югославского происхождения, сын сербского волейбольного тренера Любомира Травицы. Связующий сборной Италии. Призёр Олимпийских игр и чемпионатов Европы.

## Карьера
Драган Травица вырос и сделал первые шаги в профессиональном волейболе в Италии, где его отец Любомир работал волейбольным тренером. В 2000 году он дебютировал в составе молодёжной команды из Тревизо, а три года спустя совершил профессиональный дебют в составе «Модены».
За время выступления в Италии Травица выигрывал Кубок Италии 2006/07 в составе «Милана», а в сезоне 2011/12 выиграл чемпионат и Суперкубок страны вместе с  «Мачератой».
11 ноября 2007 года Травица в Форли дебютировал в составе национальной сборной Италии. С ней дважды становился вице-чемпионом Европы, а по итогам первенства 2011 года был признан лучшим связующим турнира. В 2012 году Травица вместе со сборной выступал на Играх в Лондоне, где был основным связующим. По итогам турнира итальянцы завоевали бронзовые медали, а Трвица превзошёл достижение отца, который на своей единственной Олимпиаде (в 1980 году в Москве) был шестым.
В 2013 году перешёл в состав белгородского  «Белогорья». В его составе он выигрывал Кубок России, дважды Суперкубок, а в сезоне 2013/14 помог своей команде выиграть Лигу чемпионов.
Летом 2015 года по окончании контракта с белгородским клубом перешёл в турецкий «Халкбанк».